# エグランド
エグランド(Aigurande)はフランス中央部、サントル＝ヴァル・ド・ロワール地域圏・アンドル県のコミューンである。
街の名前はガリア語の"Equoranda"に由来する。
Bouzanne川の水源がある。